# Cashback (2004)
Cashback ist ein Kurzfilm aus dem Jahr 2004 von Sean Ellis. Der Film wurde 2006 mit denselben Darstellern und Crewmitgliedern als Spielfilm produziert. Produzentin beider Filme ist Lene Bausager, als Hauptdarsteller agieren jeweils Sean Biggerstaff und Emilia Fox. Der Kurzfilm erhielt einige positive Kritiken und wurde 2006 für einen Oscar als Bester Kurzfilm nominiert.

## Handlung
Von der Liebe enttäuscht und von Schlaflosigkeit geplagt, tritt Ben einen Job im Supermarkt an, in dem er seine Meinung über und Erfahrungen mit Frauen zu verstehen versucht. In seiner Vorstellung lässt er die Zeit stehenbleiben und entkleidet die weiblichen Kunden, um deren Schönheit unter den Späßen seiner beiden männlichen Mitarbeiter zu Papier zu bringen. Während die Zeit vergeht, scheint die Frau an der Kasse immer ansehnlicher zu werden und Ben gibt sich selbst die Chance, nach vorne zu sehen. Er verliebt sich in sie.

## Auszeichnungen
- Grand Prix beim Best European Short Film Festival
- Gold Hugo beim Chicago International Film Festival
- Audience Award beim Leuven International Short Film Festival
- First Prize beim Lille International Short Film Festival
- Best Narrative Short beim Tribeca Film Festival
- Audience Award beim Évora International Short Film Festival